# Xian de Xuyi
Le xian de Xuyi (盱眙县 ; pinyin : Xūyí Xiàn) est un district administratif de la province du Jiangsu en Chine. Il est placé sous la juridiction de la ville-préfecture de Huai'an.
Monuments célèbres : Tombeau Han occidental de Da yun shan (chinois : 大雲山漢墓) et Mausolée des Ancêtres Ming.

## Démographie
La population du district était de 714 157 habitants en 1999.